# Галічуйка
Галічуйка (рум. Galiciuica) — комуна у повіті Долж в Румунії. До складу комуни входить єдине село Галічуйка.
Комуна розташована на відстані 218 км на захід від Бухареста, 41 км на південний захід від Крайови.

## Населення
У 2009 року у комуні проживали 1678 осіб.

## Зовнішні посилання
- Дані про комуну Галічуйка на сайті Ghidul Primăriilor